# Îles Calamian
Les îles Calamian forment un ensemble d'îles, aux Philippines au nord-est de l'île de Palawan et faisant partie de la province de Palawan.
Elles comprennent les îles Busuanga, Coron, Culion, Sangat et d'autres îles plus petites.
Les îles sont connues pour être le site d'un cimetière de navires japonais coulés par la marine des États-Unis pendant la Seconde Guerre mondiale. Les épaves gisent à des profondeurs de 10 à 43 mètres pour la plupart intactes.